# Réveil Sportif
Réveil Sportif ist ein Sportklub aus Martinique, mit Sitz in der Gemeinde Gros-Morne. Im Klub existieren eine Fußball- und eine Handball-Abteilung.

## Geschichte
Er wurde im Jahr 1938 ursprünglich als Gros-Morne Club gegründet. Bis zur Saison 2019/20 spielte die Fußball-Mannschaft in der erstklassigen Championnat National.